# Columbia Inferno
Die Columbia Inferno waren ein US-amerikanisches Eishockeyfranchise aus Columbia, South Carolina. Das Team spielte von 2001 bis 2008 in der ECHL.  

## Geschichte
Die Columbia Inferno wurden 2001 als Franchise der East Coast Hockey League gegründet. Ihre bislang erfolgreichste Spielzeit absolvierte die Mannschaft in der Saison 2002/03, als sie zunächst die reguläre Saison auf dem ersten Platz der Southeast Division beendete, ehe sie nach Siegen über die Greenville Grrrowl, Pee Dee Pride und Mississippi Sea Wolves erst im Playoff-Finale um den Kelly Cup den Atlantic City Boardwalk Bullies in der Best-of-Seven-Serie mit 1:4 Siegen unterlag. Während der Saison 2008/09 setzte das Team freiwillig mit dem Spielbetrieb in der ECHL aus, nachdem die Besitzer zuvor nicht in der von der Liga vorgegebenen Zeit einen neuen Pachtvertrag mit dem Carolina Coliseum abschließen konnten. Ursprünglich sollte das Franchise zur Saison 2009/10 den Spielbetrieb wieder aufnehmen, was jedoch aufgrund der Finanzkrise abgesagt wurde. Anschließend gewährte die ECHL den Besitzern Dr. Ezra Riber und Sam Imbeau das Team ein weiteres Jahr inaktiv zu lassen.

## Saisonstatistik
Abkürzungen: GP = Spiele, W = Siege, L = Niederlagen, T = Unentschieden, OTL = Niederlagen nach Overtime SOL = Niederlagen nach Shootout, Pts = Punkte, GF = Erzielte Tore, GA = Gegentore, PIM = Strafminuten
| Saison  | GP | W  | L  | T  | OTL | SOL | Pts | GF  | GA  | Platz         | Playoffs                        |
| 2001/02 | 72 | 36 | 22 | 14 | —   | —   | 86  | 211 | 197 | 3., Southeast | Niederlage in der zweiten Runde |
| 2002/03 | 72 | 47 | 23 | 2  | —   | —   | 96  | 265 | 202 | 1., Southeast | Niederlage im Finale            |
| 2003/04 | 72 | 44 | 20 | 8  | —   | —   | 96  | 275 | 217 | 1., Southern  | Niederlage in der ersten Runde  |
| 2004/05 | 72 | 38 | 22 | 12 | —   | —   | 88  | 199 | 186 | 1., East      | Niederlage in der ersten Runde  |
| 2005/06 | 72 | 25 | 39 | 8  | —   | —   | 58  | 209 | 290 | 7., South     | nicht qualifiziert              |
| 2006/07 | 72 | 29 | 34 | —  | 4   | 5   | 67  | 217 | 256 | 7., South     | nicht qualifiziert              |
| 2007/08 | 72 | 33 | 28 | —  | 5   | 6   | 77  | 217 | 227 | 5., South     | Niederlage in der dritten Runde |

## Team-Rekorde

### Karriererekorde
Spiele: 257  Matt Ulwelling
Tore: 67  Matt Ulwelling
Assists: 114  Matt Ulwelling
Punkte: 181  Matt Ulwelling
Strafminuten: 545  Eric Labelle

## Ehemalige Spieler
Folgende Spieler, die für die Columbia Inferno aktiv waren, spielten im Laufe ihrer Karriere in der National Hockey League:
- Alex Auld
- Eric Boulton
- Alexandre Burrows
- Fjodor Fjodorow
- Alex Foster
- Bryan Rodney
- Rob McVicar
- Dennis Vial

Weitere bekannte ehemalige Spieler sind:
- Justin Morrison
- Daniel Sparre
- Kris Sparre